# Strefa Silt’e

Mapa regionów i stref Etiopii.

Strefa Silt’e (Silt’e Zone) – obszar administracyjny w Etiopii, w Regionie Narodów, Narodowości i Ludów Południa. Strefa bierze swoją nazwę od ludu Silt’e, który ją zamieszkuje. Do ważniejszych miejscowości w strefie należą: Worabe, Dalocha, Tora i Kawakota.
Ze strefy pochodzi słynny biegacz długodystansowy Muktar Edris.

## Demografia
Na podstawie spisu ludności z 2007 roku strefa liczy 750,4 tys. mieszkańców. Jedynie 6,3% stanowili mieszkańcy miast. Lud Silt’e stanowił 97,4% populacji. 97,6% mieszkańców wyznawało islam, a pozostali głównie etiopskie prawosławie (2,03%), protestantyzm (0,27%) i katolicyzm (0,05%).

## Podział administracyjny
W skład strefy wchodzi 8 wored:
- Alicho Werero
- Dalocha
- Lanfro
- Silte
- Mirab Azernet Berbere
- Misraq Azernet Berbere
- Sankurra
- Wulbareg